# 男の子牧場
男の子牧場（おとこのこぼくじょう）とは、2009年（平成21年）5月13日から同年5月19日の間に、サイバーエージェントが運営していた携帯電話向けソーシャル・ネットワーキング・サービスの名称。

## 概要
同サイトは男性の情報を女性の友人同士で共有するというSNSシステムで、女性を対象として理想の男性をみつけるなど結婚活動（婚活）を支援することを目的としていた。男性を家畜に見立て、交遊関係のある男性の簡単なプロフィールや写真を登録するたびに、ユーザーの「牧場」に馬や牛、羊などの家畜が増えていくというもの。
しかし、「牧場」というネーミングや、登録した男性を家畜に見立てたアイコンで表示していることから、「男性を家畜扱いしている」「男性の個人情報が男性の同意なしに勝手にアップロードできるシステムになっている」といった批判が、広報担当者のブログなどに相次いだ。「サービスの見直し」を理由に運営開始後わずか5日で運営を停止した。
男の子牧場という名称は、公式には「草食系男子」というキーワードからヒントを得て付けられたと説明している。